# Stazione di Shenfield
La stazione di Shenfield si trova sulla Great Eastern Main Line nell'est dell'Inghilterra e serve il paesino di Shenfield, nell'Essex. Oltre ad essere uno snodo chiave per i servizi a media e lunga percorrenza sulla linea principale, è anche il capolinea occidentale di una diramazione per Southend Victoria e il capolinea orientale della fermata del servizio "metro" da e per Londra Liverpool Street gestito da Elizabeth line. Si trova a 32,5 km lungo la linea da Liverpool Street e si trova tra Brentwood e Ingatestone sulla linea principale o Billericay sulla diramazione. Il suo codice stazione di tre lettere è SNF.
La stazione venne aperta nel 1843 e da allora si è espansa dai suoi tre binari originali agli attuali sei. Vi transitano i treni operati dalla Greater Anglia verso le principali destinazioni della linea, tra cui Chelmsford, Witham e Ipswich, nonché le stazioni delle diramazioni come Southminster, Braintree, Harwich Town, Colchester Town e Clacton-on-Sea.

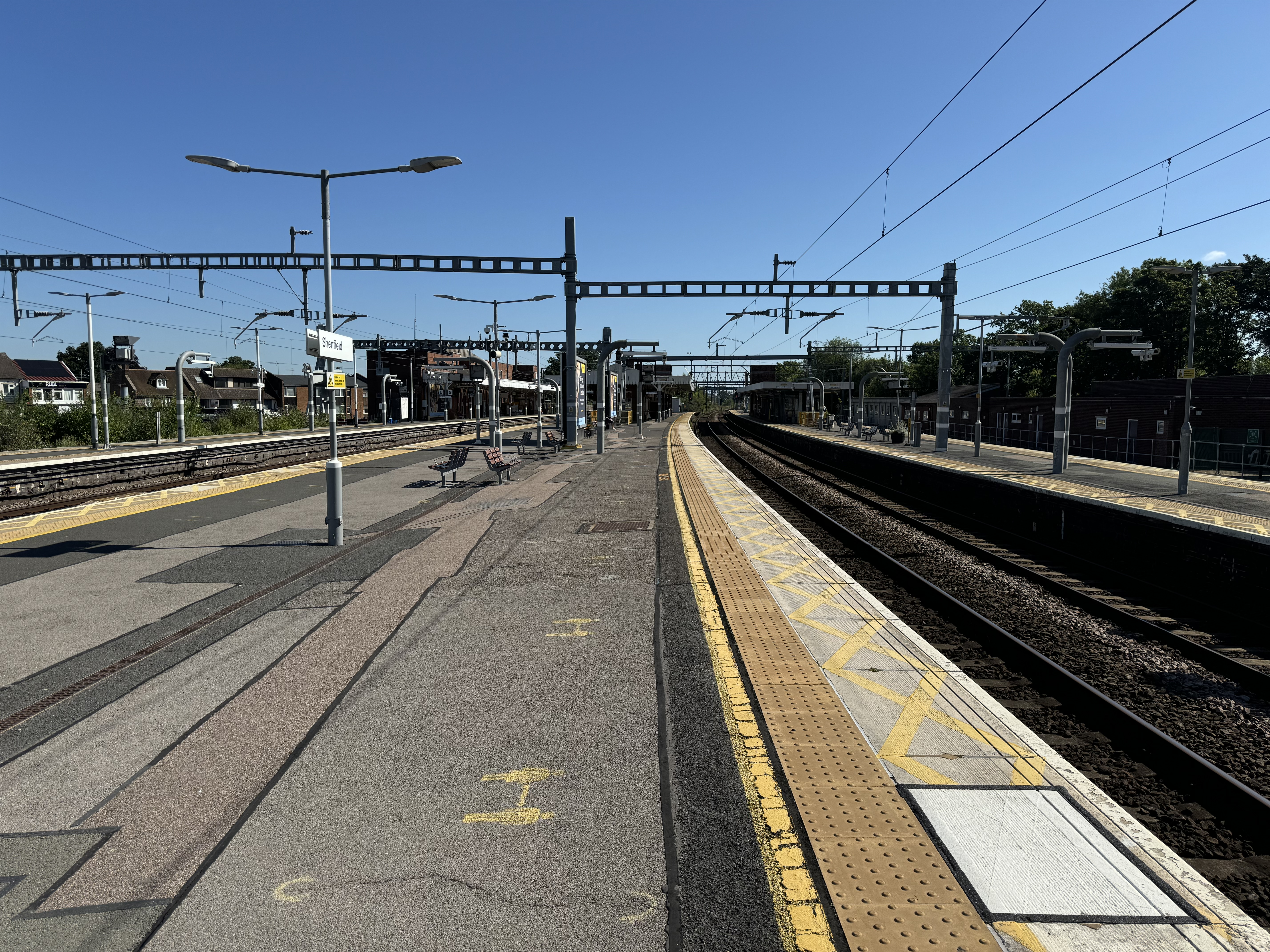
Binari della stazione visti dal binario 2, giugno 2024

Il 24 maggio 2022 il servizio TfL Rail è stato ribattezzato Elizabeth line come parte del progetto Crossrail. Nel 2023, il servizio della Elizabeth line da Shenfield sarà esteso oltre Liverpool Street attraverso il centro di Londra fino a Paddington e poi fino a Reading e all'aeroporto di Londra-Heathrow.

## Storia
La stazione di Shenfield fu aperta dalla compagnia ferroviaria delle contee orientali il 29 marzo 1843 sull'estensione da Brentwood a Colchester. Poiché si trovava in una zona rurale, il traffico era basso e quindi fu chiusa nel marzo 1850. Riaprì con il nome Shenfield & Hutton Junction il 1º gennaio 1887 per la compagnia Great Eastern Railway per fungere da stazione di interscambio con la nuova linea per Southend che fu completata due anni dopo. C'erano tre piattaforme, due in alto (dirette a Londra) e una in basso (diretta al paese). Sotto la London & North Eastern Railway, nel 1934, furono aperti altri due binari per la terminazione dei treni locali ("metropolitana").
Il rilievo della stazione del 1920 mostra binari di raccordo merci e una piattaforma girevole sul lato londinese dei binari superiori. Lo scalo merci fu chiuso il 4 maggio 1964 e divenne il parcheggio della stazione. Il suffisso Hutton Junction nel nome della stazione venne rimosso il 20 febbraio 1969.
La stazione è a 32,5 km da Liverpool Street. Immediatamente a ovest si trova la sponda del Brentwood, che scende ripidamente in direzione Londra. Questa sponda implicò una significativa salita per i treni a vapore. Ci sono ampi binari di raccordo sul lato londinese della stazione appena prima dell'inizio della discesa lungo la riva.
A est della stazione, le linee per Southend divergevano a sud. Ad ovest di Shenfield c'erano cinque binari, ma ad est si dividevano, due verso Colchester e due verso Southend Victoria. La London & North Eastern Railway aprì il Southend Loop a est della stazione il 1º gennaio 1934. Ciò consentì ai treni, da e verso i binari 4 e 5, di inserirsi sotto la linea principale eliminando così i movimenti contrastanti. La linea ad anello bidirezionale si collegava alla linea Southend a Mountnessing Junction.
Le linee da London Liverpool Street e London Fenchurch Street (tramite Gas Factory Junction e Bow Junction) a Shenfield furono elettrificate a 1500 V CC nel sistema aereo nel 1949. Questo venne convertito a 6,5 kV AC nel 1960. Gidea Park a Shenfield venne convertito a 25 kV AC nel 1976. Da Liverpool Street a Gidea Park la linea venne convertita a 25 kV AC nel 1980.
I lettori di Oyster Card sono stati installati, per i viaggi con pagamento in base alla percorrenza, nel 2013.
Nel 2022 Shenfield è servita da treni veloci sulla linea principale verso Londra ed è anche il capolinea orientale della fermata del servizio di "metropolitana" da Liverpool Street e dal 24 maggio 2022 è inoltre una delle due stazioni terminali ad est del Crossrail (dal 24 maggio 2022 denominata Elizabeth line), sebbene la società precursore TfL Rail avesse rilevato il servizio di "metropolitana" esistente a maggio 2015. I treni Class 345 a nove carrozze percorrono la coppia di "linee elettriche", anziché le linee principali, sostituendo i treni "metro" a otto carrozze esistenti e consentendo alla nuova Elizabeth line di servire tutte le stazioni tra Shenfield e Liverpool Street, proseguendo verso ovest fino a Paddington quando la linea sarà aperta completamente. Nelle ore di punta la frequenza del servizio è passata da otto treni all'ora a 12, rendendo necessaria la costruzione della sesta piattaforma, lunga 210 metri che è stata costruita a nord del binario 5, in sostituzione di uno dei tre binari occidentali esistenti. Anche i due binari occidentali rimanenti e i tre nuovi binari orientali sono utilizzati dalla Elizabeth line. Questa nuova linea riduce i tempi di percorrenza di punta mattutini fino a sette minuti. Le piattaforme da 1 a 5 hanno una lunghezza operativa per 12 carrozze mentre la 6 soltanto per 10 carrozze.

## Servizi
Il tipico modello di servizio non di punta a Shenfield è:
- 13 treni all'ora (tph) per London Liverpool Street, di cui:
  - 5 con fermata a Stratford e Liverpool Street,
  - 2 con fermate a Romford, Stratford e Liverpool Street,
  - 6 con fermate a tutte le stazioni fino a Liverpool Street;
- 3 tph per Southend Victoria, con fermate in tutte le stazioni verso Southend Victoria;
- 1 tph per Braintree, con fermate a Ingatestone, Chelmsford, Witham, poi tutte le stazioni per Braintree;
- 1 tph per Clacton-on-Sea, con fermate a Ingatestone, Chelmsford, Witham, Colchester, Wivenhoe, Thorpe-le-Soken e Clacton-on-Sea;
- 1 tph per Colchester Town, con fermate a Chelmsford, Witham, poi tutte le stazioni per Colchester Town;
- 1 tph per Ipswich, con fermata a Chelmsford, quindi tutte le stazioni per Ipswich.

Durante le ore di punta, le frequenze del servizio possono essere aumentate e le fermate possono variare. Le frequenze dei servizi sono generalmente ridotte la domenica.